# جمعية مهندسي السيارات الدولية
جمعية مهندسي السيارات الدولية (يرمز لها اختصاراً SAE) هي جمعية مهنية ومنظمة معايير مقرها في ولاية بنسيلفانيا الأمريكية، وتهتم بمجالات هندسة السيارات وصناعة المركبات والتقنيات المتعلقة.
تأسست الجمعية في سنة 1905، وكان الهدف منها تشكيل جمعية مهنية مهتمة حصراً بالتقنيات المتعلقة بالسيارات؛ وترأس أندرو ريكر الجمعية إبان تأسيسها، وسعت الجمعية نطاق اهتمامها لتشمل تقانات أخرى مثل هندسة الطيران والفضاء، بالإضافة إلى وضع معايير لأصناف الفولاذ.